# Malmö Aviation

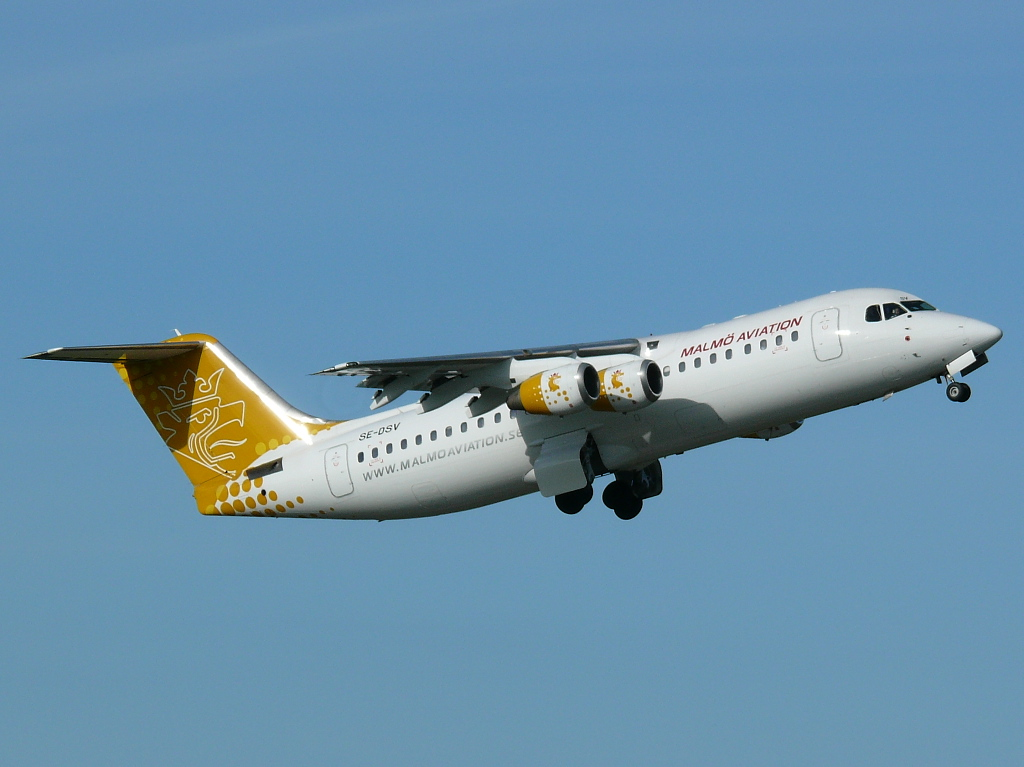
SE-DSV van Malmö Aviation

Malmö Aviation is een regionale luchtvaartmaatschappij met als thuishaven Malmö in Zweden. Zij levert binnenlandse reguliere vluchten vanaf Stockholm en buitenlandse reguliere vluchten naar Brussel vanaf Stockholm en Göteborg. Malmö Aviation is gestationeerd op Sturup Airport (MMX), Malmö, en heeft een hub op Bromma Airport (BMA), Stockholm.

## Code informatie
- IATA Code: TF
- ICAO Code: SCW
- Roepletters: Scanwing

## Geschiedenis
Malmö Aviation werd op 11 februari 1992 verkocht aan CityAir Scandinavia. Een nieuw bedrijf Malmo Aviation Schedule werd op 16 april 1993 gevormd in bezit van Wiklund Inter Trade. Braathens uit Noorwegen kreeg in augustus 1998 volledige controle over de luchtvaartmaatschappij en in het begin van 1999 voegde het Braathens Sweden (daarvoor Transwede) in Malmö Aviation. In december 2001 werd ze een onafhankelijke luchtvaartmaatschappij in bezit van Braganza AS/Bramora. Dit was het resultaat van de overname van Braathens door Scandinavian Airlines (SAS), die om juridische redenen zonder Malmö Aviation was.

## Luchtvloot
De luchtvloot Malmö Aviation bestaat uit de volgende vliegtuigen (januari 2005):
- 9 BAe 146-300's (Avro RJ100ER)
- 1 BAe 146-200